# Elia Luini
Elia Luini (Gavirate, 23 giugno 1979) è un canottiere italiano.

## Biografia
Inizia la sua attività sportiva nel 1991 da allievo con la canottieri Gavirate quando sul lago di Varese vince la sua prima gara regionale. Il primo risultato significativo di questo atleta arriva nel 1997 a Hazewinkel col 3º posto ai mondiali junior in singolo. Lo stesso anno viene convocato a Piediluco per le selezioni dei mondiali assoluti per misurarsi col titolare del singolo pesi leggeri. Elia vince le selezioni e a settembre arriva in finale.
Come componente del quattro di coppia pesi leggeri azzurro, ha vinto la sua prima medaglia d'oro ai campionati mondiali nel 1998, con Paolo Pittino, Lorenzo Bertini e Franco Sancassani.
In quelli dell'anno successivo si classifica invece quarto con il quattro senza pesi leggeri.
Nel 2000 passa al doppio pesi leggeri, in coppia con Leonardo Pettinari. In questa specialità ottiene un argento olimpico a Sydney 2000, e tre titoli mondiali dal 2001 al 2003; rispettivamente a Lucerna, Siviglia dove fa segnare il record mondiale in doppio pesi leggeri con il tempo di 06:10:80 e Milano.
Ai Giochi del Mediterraneo di Tunisi 2001 vince l'oro nel singolo pesi leggeri, davanti al francese Frédéric Dufour e allo sloveno Blaz Kajdiz.
Ha rappresentato l'Italia ai Giochi olimpici di Atene 2004 insieme a Pettinari, dove non riesce a qualificarsi per la finale e da lì i responsabili della squadra azzurra decidono di sciogliere il doppio. Nel 2004 inoltre Elia vince il titolo mondiale indoor rowing con il tempo di 06:02:6, stabilendo il nuovo record mondiale.
Nel 2005 conquista il bronzo mondiale nel quattro senza pesi leggeri, con Salvatore Di Somma, Lorenzo Bertini e Bruno Mascarenhas.
Nel 2006, torna al doppio pesi leggeri in coppia con Marcello Miani, vincendo la Coppa del Mondo e l'argento mondiale. L'anno dopo invece i due sono quinti ai mondiali, mentre alle Olimpiadi di Pechino si classificano quarti.
Sino a oggi Elia ha vinto 15 titoli italiani in svariati specialità ma soprattutto nel singolo pesi leggeri.
Tra i risultati più significativi a livello internazionale vi sono numerose vittorie alla Coppa del Mondo e 2 vittorie del trofeo internazionale SilverSkiff, nel 1999 e 2001.
Attualmente Elia gareggia per il circolo canottieri Aniene di Roma.
Ha sposato Gabriella Bascelli anche lei canottiera di caratura internazionale.

## Palmarès
- Giochi olimpici

Sydney 2000: argento nel 2 di coppia pesi leggeri.
- Campionati del mondo di canottaggio

Colonia 1998: oro nel 4 di coppia pesi leggeri.
Lucerna 2001: oro nel 2 di coppia pesi leggeri.
Siviglia 2002: oro nel 2 di coppia pesi leggeri.
Milano 2003: oro nel 2 di coppia pesi leggeri.
Kaizu 2005: bronzo nel 4 senza pesi leggeri.
Eton 2006: argento nel 2 di coppia pesi leggeri.
Poznań 2009: bronzo nel 2 di coppia pesi leggeri.
Cambridge 2010: argento nel 2 di coppia pesi leggeri.
Bled 2011: bronzo nel 2 di coppia pesi leggeri.
Chungju 2013: argento nel 2 senza pesi leggeri.
- Campionati europei di canottaggio

Plovdiv 2011: oro nel 2 di coppia pesi leggeri.
- Giochi del Mediterraneo

Pescara 2009: argento nel 2 di coppia pesi leggeri.
Tunisi 2001: oro nel singolo pesi leggeri.
Mersin 2013: bronzo nel 2 di coppia pesi leggeri.